# Ремінгтон (Індіана)
Ремінгтон (англ. Remington) — місто (англ. town) в США, в окрузі Джеспер штату Індіана. Населення — 1356 осіб (2020).

## Географія
Ремінгтон розташований за координатами 40°45′55″ пн. ш. 87°9′9″ зх. д. / 40.76528° пн. ш. 87.15250° зх. д. (40.765411, -87.152502).  За даними Бюро перепису населення США в 2010 році місто мало площу 2,64 км², уся площа — суходіл. В 2017 році площа становила 3,36 км², уся площа — суходіл.

## Демографія
Згідно з переписом 2010 року, у місті мешкало 1185 осіб у 503 домогосподарствах у складі 329 родин. Густота населення становила 449 осіб/км².  Було 569 помешкань (216/км²).
Расовий склад населення:
| - 96,5 % — білих - 0,6 % — чорних або афроамериканців - 0,3 % — азіатів - 0,1 % — вихідців з тихоокеанських островів - 0,1 % — корінних американців |

До двох чи більше рас належало 2,2 %. Частка іспаномовних становила 3,1 % від усіх жителів.
За віковим діапазоном населення розподілялося таким чином: 24,8 % — особи молодші 18 років, 59,1 % — особи у віці 18—64 років, 16,1 % — особи у віці 65 років та старші. Медіана віку мешканця становила 39,8 року. На 100 осіб жіночої статі у місті припадало 95,2 чоловіків;  на 100 жінок у віці від 18 років та старших — 91,2 чоловіків також старших 18 років.
Середній дохід на одне домашнє господарство  становив 52 851 долар США (медіана — 47 635), а середній дохід на одну сім'ю — 56 398 доларів (медіана — 49 479). Медіана доходів становила 45 673 долари для чоловіків та 30 972 долари для жінок. За межею бідності перебувало 15,5 % осіб, у тому числі 22,9 % дітей у віці до 18 років та 4,4 % осіб у віці 65 років та старших.
Цивільне працевлаштоване населення становило 586 осіб. Основні галузі зайнятості: виробництво — 26,5 %, освіта, охорона здоров'я та соціальна допомога — 19,3 %, транспорт — 13,5 %, роздрібна торгівля — 13,1 %.